# St. Crucis (Ziesar)

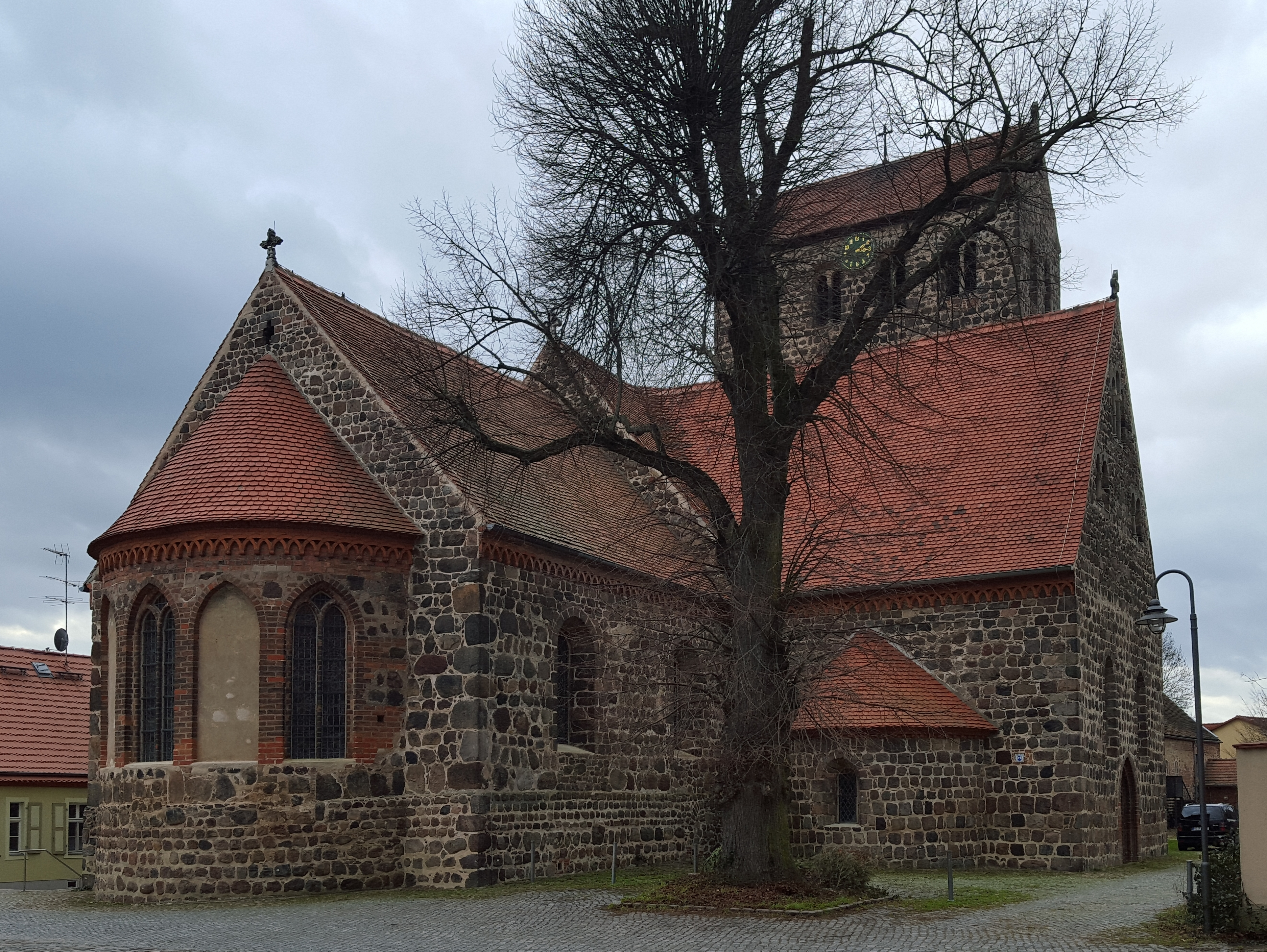
Die Pfarrkirche St. Crucis von Nordosten

Sanctae Crucis ist die evangelische Pfarrkirche in der Kleinstadt Ziesar im Westen des Landes Brandenburg. Die Saalkirche ist eine romanische Feldsteinkirche. Sie gehört zum evangelischen Kirchenkreis Elbe-Fläming der Evangelischen Kirche in Mitteldeutschland.

## Geschichte
Die Heilig-Kreuz-Kirche (lateinisch Ecclesia Sanctae Crucis ‚Kirche vom heiligen Kreuz‘) wurde zwischen 1200 und 1240 als klassische Kreuzkirche errichtet. Die genaue Entstehungszeit des wahrscheinlich durch Mönche des Prämonstratenserordens errichteten Kirchenbaus ist unbekannt. St. Crucis wurde aus den am Ort verfügbaren Feldsteinen (eiszeitlichen Findlingen) errichtet. 1226 siedelten sich Brüder des 1209 gegründeten Franziskanerordens in Ziesar an. 1237 wurde ein Kloster gestiftet, St. Crucis zur Klosterkirche. Um 1250 gingen die Franziskaner jedoch von Ziesar in die Altstadt Brandenburg an die Johanniskirche, weil es in Ziesar kriegerische Unruhen gegeben hatte.
Bischof Ludwig machte ab 1327 Ziesar zur festen Bischofsresidenz. In seiner Amtszeit waren spätestens ab 1331 Zisterzienserinnen in der Stadt nachweisbar. Weiterhin wurde dem Augustinerorden der Betrieb einer Terminei gestattet. 1341 stiftete der Bischof den Zisterzienserinnen ein Nonnenkloster, das der heiligen Maria geweiht war. Das Kloster Ziesar besaß das Kirchenpatronat für die Pfarrkirche St. Crucis. Das Gelände des Klosters lag unmittelbar um den Kirchenbau, und die Kirche stand auf Klostergrund.
Zwischen 1365 und 1400 wurde die Chorapsis im Stil der Gotik erneuert. Dafür wurden erstmals Backsteine verbaut. Weiterhin wurde ein gotisches Portal in den nördlichen Kreuzarm eingearbeitet und sämtliche Kirchenfenster wahrscheinlich spitzbogig verändert.
1540, nach der Reformation, wurde das Kloster Ziesar aufgelöst und in ein Frauenstift umgewandelt, ehe auch dieses 1562 aufgelöst wurde. Im Dreißigjährigen Krieg wurde Ziesar zweimal zerstört. Um Schäden des Krieges zu beseitigen, wurde 1694 der Giebel des Kirchturmes erneuert. Weitere Umbau- und Erneuerungsmaßnahme war 1724 das Ersetzen des bestehenden Tonnengewölbes des Chorraums durch ein Kreuzgratgewölbe. Aus dem Jahr 1770 stammen Entwürfe für den Neubau beziehungsweise eine Wiederherstellung des südlichen Kreuzarmes, der offenbar fehlte. Im Jahr 1801 wurde der Turm repariert und Böden und Treppen erneuert. Eine weitere Reparatur des Kirchturms erfolgte 1817. Kleinere Reparaturen erfolgten 1820 und 1847. 1853 wurde die beschädigte Kirchenglocke durch einen Glockengießer Engel aus Halberstadt umgegossen.
Größere Reparatur- und Neubaumaßnahmen gab es zwischen 1859 und 1864. In diesen fünf Jahren wurden Emporen aus dem Kirchenschiff entfernt, drei Backsteinemporen errichtet, der südliche Kreuzarm wieder aufgebaut, Kreuzrippengewölbe in den Kreuzarmen installiert, die Spitzbogenfenster wieder zu Rundbogenfenster zurückgebaut, Inneneinrichtungen und Ausmalungen und die Orgel unter Wiederverwendung alter Teile durch den magdeburgischen Orgelbaumeister Carl Böttcher erneuert. Weiterhin erhielt der Kirchturm einen neugotischen Dachreiter. Ein rundbogiges Westportal wurde eingearbeitet und ein bogenartiger Torbau, welcher vom Turm zum Giebel des benachbarten alten Klostergebäudes führt und der das Westportal überdacht, errichtet.
Zwischen 1870 und 1872 wurde an der südwestlichen Ecke des Turms ein 30 Fuß hoher Strebepfeiler errichtet und ein eisernes Band angebracht. Aus privaten Vermögen Ziesarer Bürger finanziert erhielt die Kirche zwischen 1898 und 1904 für die Chorfenster drei farbige Bleiglasfenster eines Glasermeisters Ferdinand Möller aus Quedlinburg.
Während des Ersten Weltkriegs wurden zwei Glocken für die Waffenproduktion eingeschmolzen. 1925 schaffte man ersatzweise drei neue aus Apolda an. Wiederum zum Zweiten Weltkrieg wurden drei Glocken für Kriegszwecke verwendet. 1953 entfernte man aufgrund von Baufälligkeit den neugotischen Dachreiter vom Kirchturm. Weitere Restaurierungen erfolgten in den folgenden Jahren.

## Bauwerk

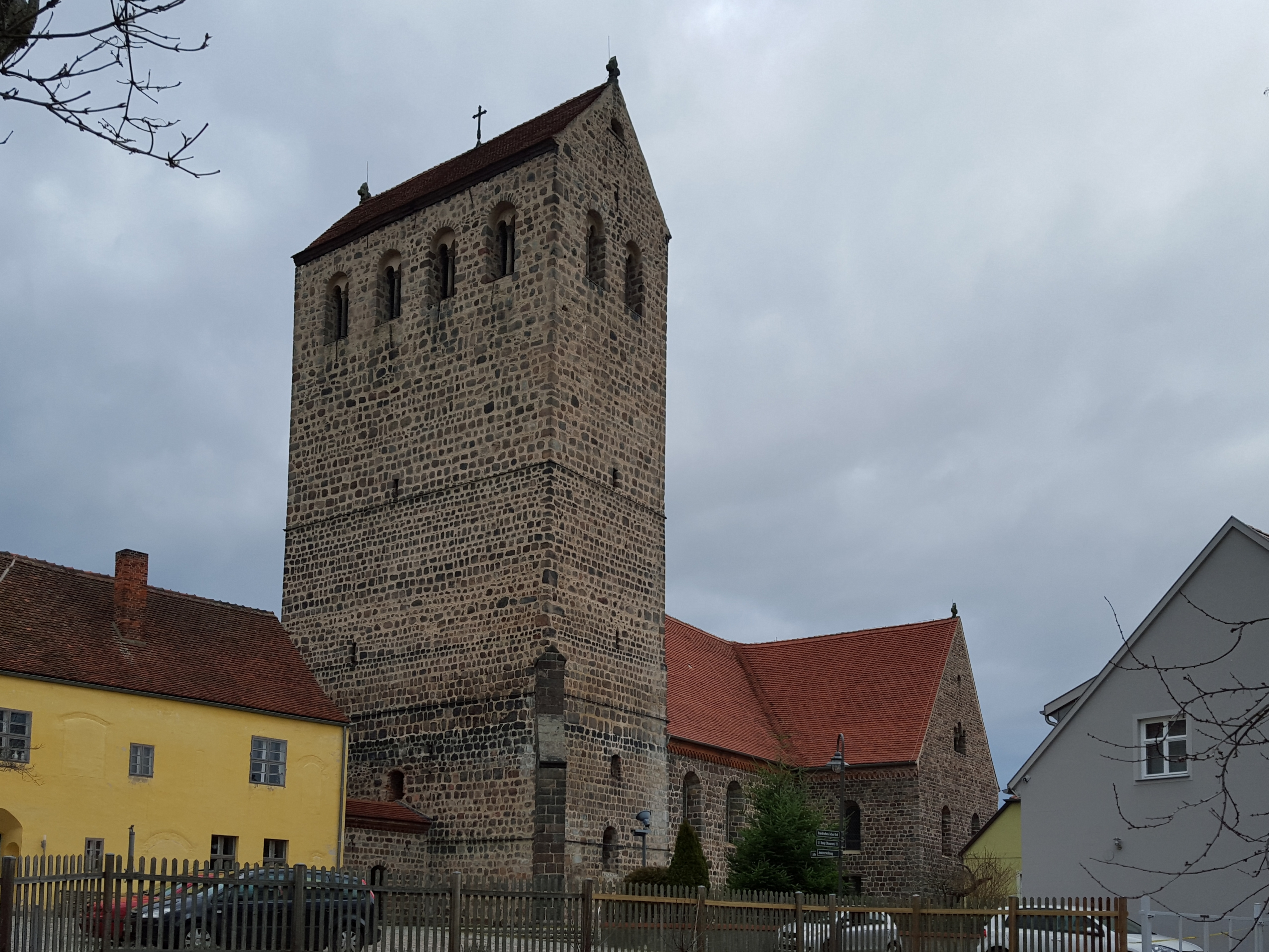
St. Crucis von Südwesten; links gelb verputzt ein Wohngebäude des Klosters Ziesar

Die Kirche St. Crucis hat einen kreuzförmigen Grundriss und ist aus Feldsteinen erbaut. An einigen Stellen späterer Umbaumaßnahmen wurden Backsteine verwendet. Im breiten Westturm gibt es ein rundbogiges Westportal, welches durch ein ebenfalls aus Feldsteinen errichtetes Torhaus überdacht ist. Das Torhaus verbindet die Kirche mit dem das westlich liegenden Klostergebäude. Mehrere Rundbogenfenster sind im Turm eingearbeitet. Ebenfalls rundbogig sind die jeweils zweigeteilten Schallöffnungen im Glockenstuhl. Oberhalb der nördlichen Schallöffnung wurde eine Lilie auf das Mauerwerk gebracht. Weitere steinerne Lilien gibt es als Giebelreiter am Nord- und Südgiebel des Satteldaches des Kirchturms. Eine Kirchturmuhr befindet sich nach Osten oberhalb der Schallöffnungen. Die Spitze der Kirche bildet ein Turmkreuz.
Das Fenster im Kirchenschiff sind allesamt rundbogig. Spitzbogenfenster finden sich lediglich in der Apsis des Chores. Ebenfalls finden sich dort zwei spitzbogige Blendfenster. Im nördlichen Kreuzsarm gibt es ein spitzbogiges dreistufiges Portal mit eisernen Beschlägen. Weiterhin finden sich oberhalb dieses beziehungsweise zweier Rundbogenfenster rundbogige Blenden. Das Portal im Südarm ist rundbogig mit einer spitzgiebeligen risalitartig vorspringenden Überdachung. An den seitlichen Armen wurden nach Osten ebenfalls Apsitiden eingearbeitet. Die allesamt halbrunden Apsitiden der Kirche haben halbkegelige Dächer.
An der südwestlichen Ecke des Turms befindet sich ein Strebepfeiler. Um die Kirche findet man ein rotes Traufgesims, welches sich wiederholende Spitzbögen formt. Über den Giebeln des Schiffs, des Chores und der Seitenarme reitend sind entweder steinerne Kreuze oder Lilien aufgestellt. Die Dächer sind mit roten Biberschwänzen eingedeckt.

## Inneneinrichtung
Das Kircheninnere ist relativ schlicht gestaltet. Auf einer aus roten Klinkern gemauerten, von sechs, durch Rundbögen verbundene Pfeiler getragenen Westempore befindet sich die Orgel aus der Werkstatt Paul Böttchers. Weitere, ebenfalls gemauerte Emporen befinden sich in den Seitenarmen. Die Emporen fallen schräg zur Kirchenmitte ab. Die Decke des Kirchenschiffs ist segmentbogig tonnenartig gewölbt und hölzern verkleidet. Im Schiff und im Chor hängen jeweils große gusseiserne Leuchter von der Decke. Auf dem Innenputz wurde ein Mauerwerk malerisch imitiert. Eine hölzerne Kanzel befindet sich am südlichen Übergang vom Chor in das Kirchenschiff. Auf einem steinernen Altar steht ein großes Kreuz und ein kleines Kruzifix. Die Chorapsis ist unterhalb der Spitzbogenfenster hölzern ausgekleidet. An der Ostwand des südlichen Arms der Kirche wurde eine steinerne Platte, eine Grabplatte aufgestellt, die die zwei Brüder Tilo Kothe († 1359) und Ghereke Kothe († 1383) zeigt. Diese waren Familienangehörige des Brandenburger Bischofs Dietrich II. von Kothe (1347–1365). Im Nordarm befindet sich eine Dauerausstellung zur Geschichte der Kirche und des Klosters Ziesar.

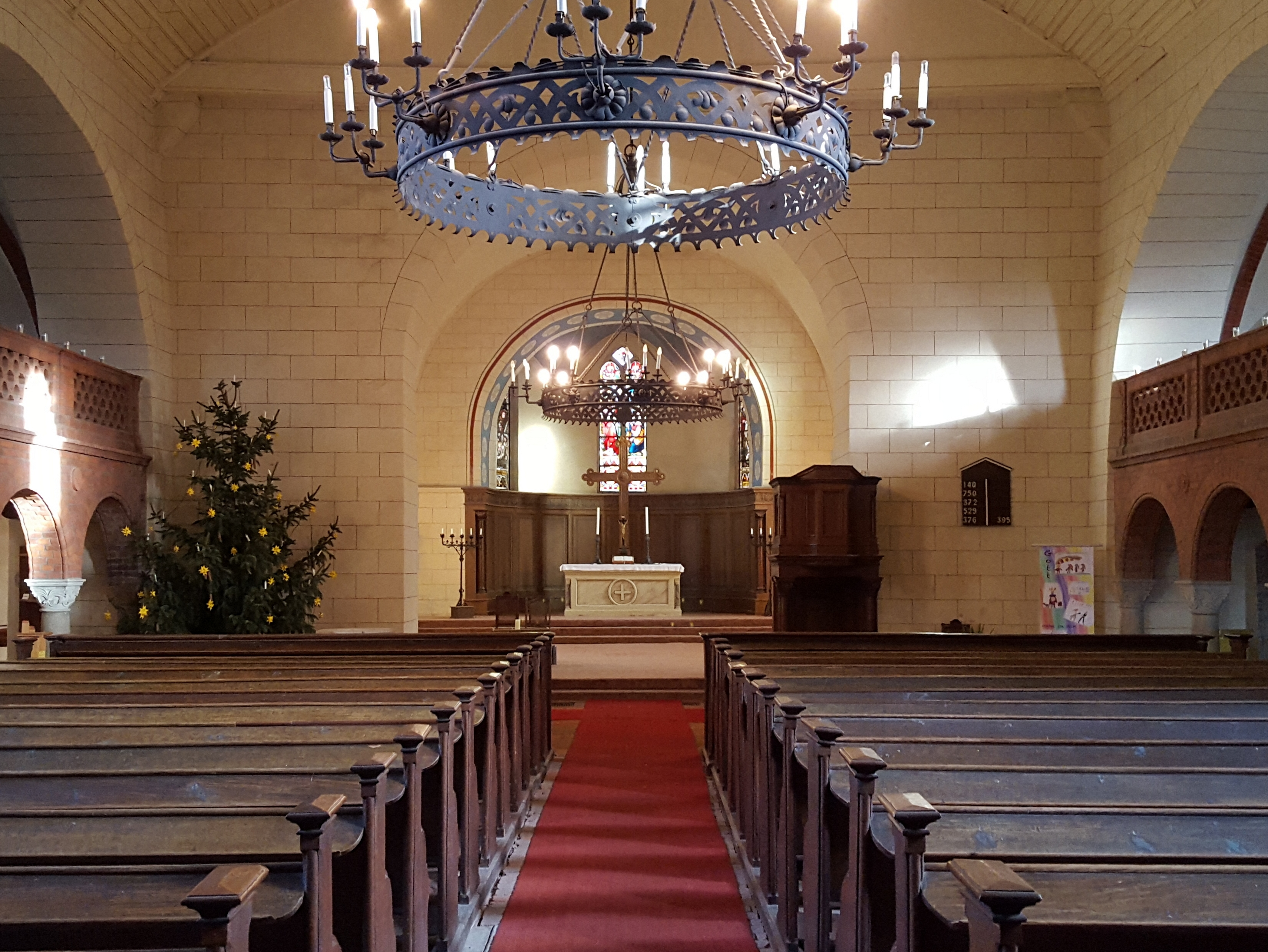
Blick in Richtung des Chors
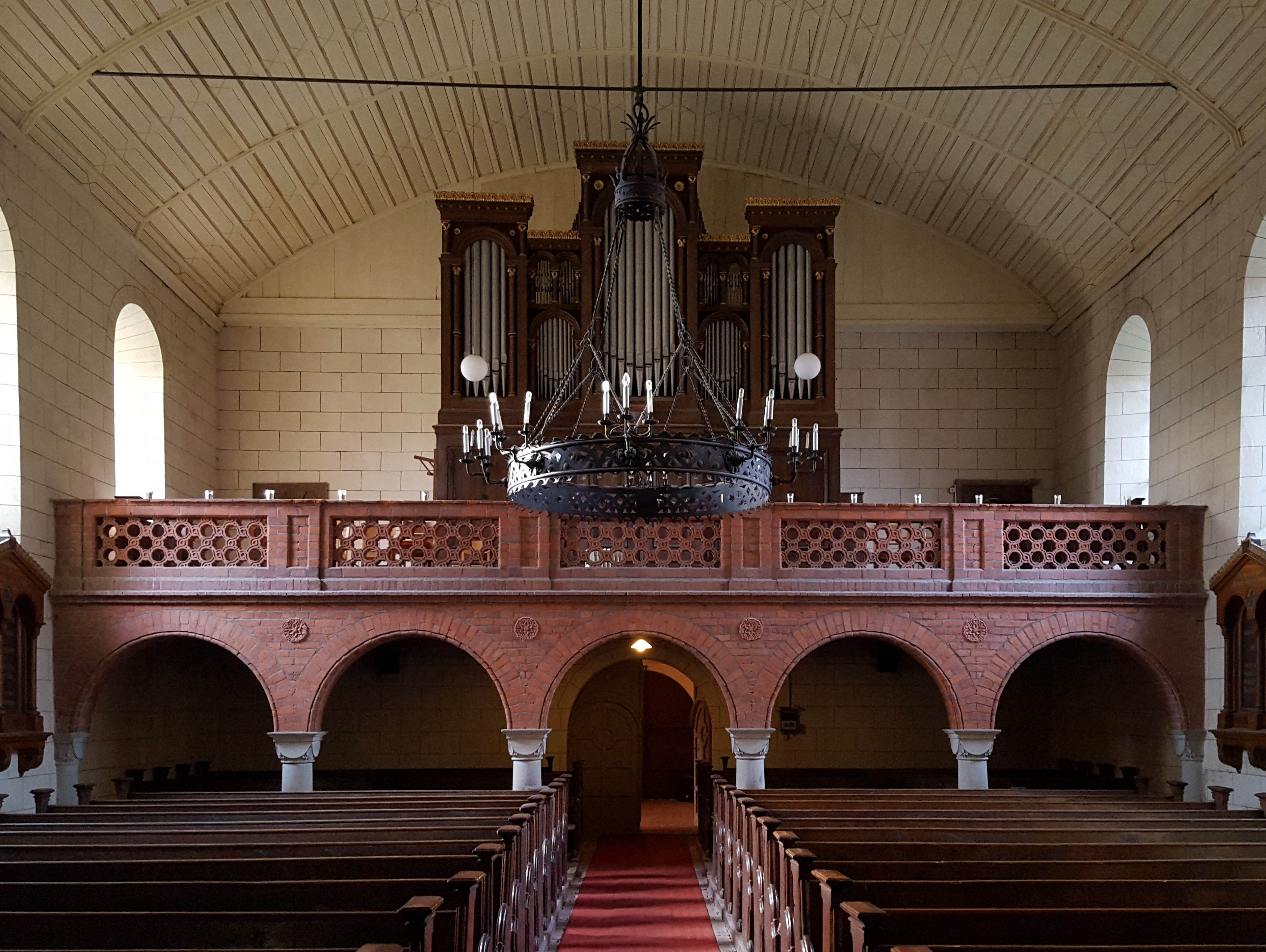
Westempore mit Orgel
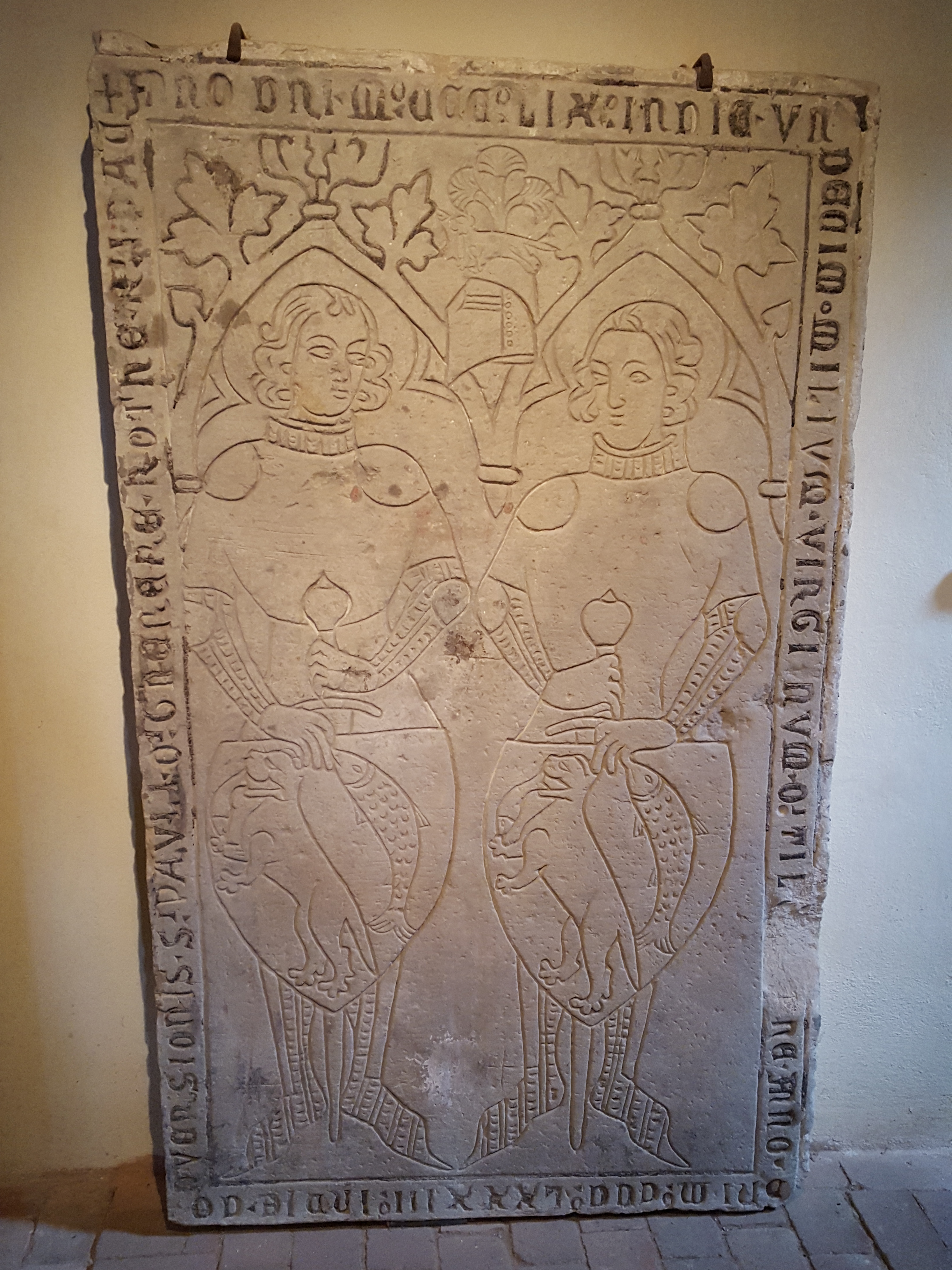
Grabplatte mit der Darstellung der Gebrüder Kothe